# Stuttgarter Philharmoniker

Die Stuttgarter Philharmoniker sind das Konzertorchester der Landeshauptstadt Stuttgart.

## Geschichte

### Gründung

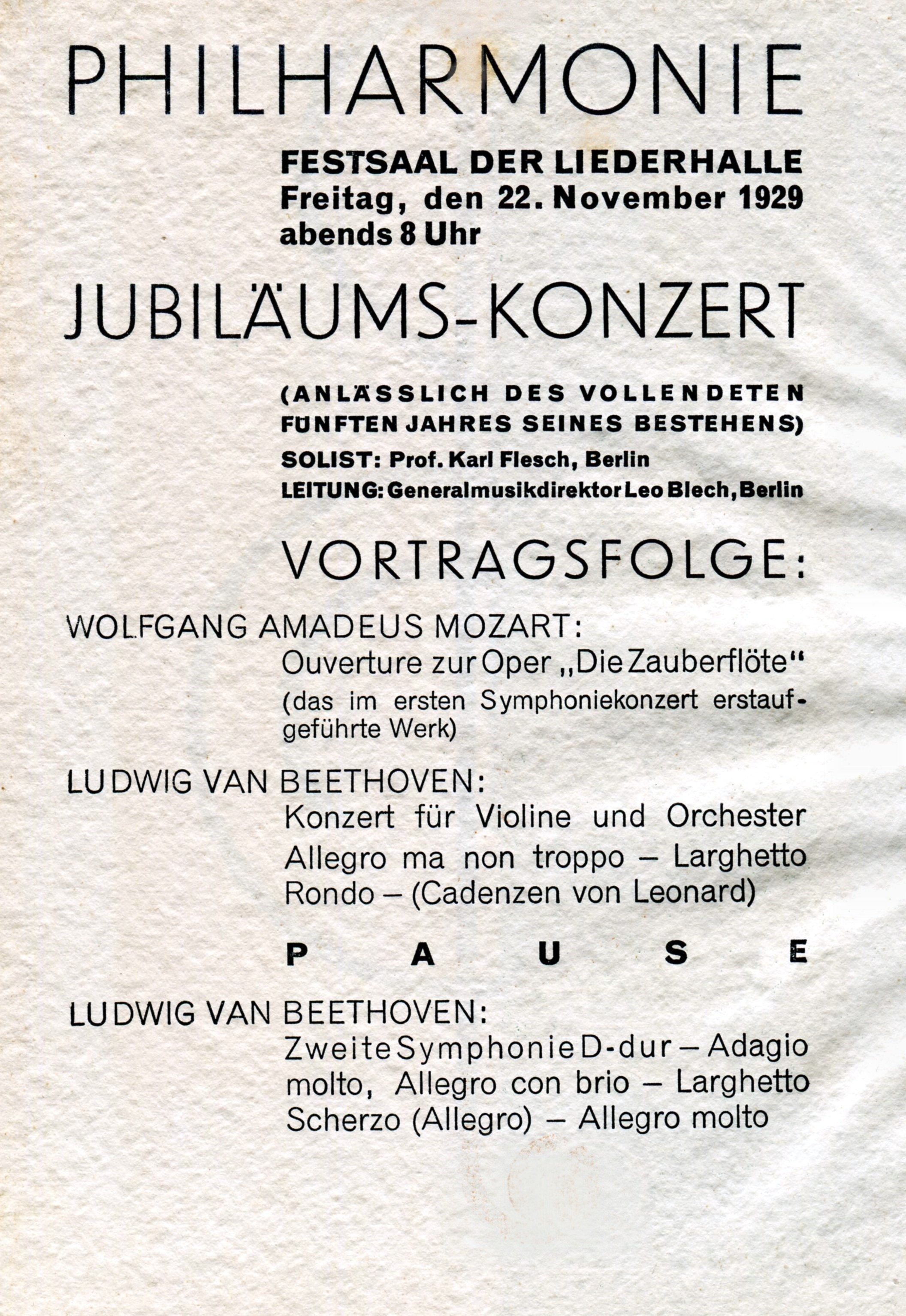
Programm des Jubiläumskonzerts von 1929 mit Carl Flesch und Leo Blech

Die Stuttgarter Philharmoniker wurden als Philharmonisches Orchester Stuttgart im September 1924 gegründet. Ein rascher künstlerischer Aufstieg machte es möglich, Dirigenten und Solisten wie Leo Blech, Carl Flesch, Hans Knappertsbusch, Hermann Abendroth, Fritz Kreisler, Carl Schuricht oder Felix Weingartner zu engagieren.1933 wurde das Orchester geteilt. Die jüdischen und der größte Teil der ausländischen Musiker wurden entlassen. Ein Teil der Musiker kam zum Orchester des Reichssenders Stuttgart, während ein weiterer Teil als Landesorchester Gau Württemberg-Hohenzollern weiter arbeitete.

### Neubeginn nach 1945
Nach Kriegsende fanden sich hauptsächlich Mitglieder des ehemaligen Landesorchesters unter dem Namen Stuttgarter Philharmoniker wieder zusammen. Hermann Hildebrandt, Willem van Hoogstraten, Hans Hörner, Antonio de Almeida und Alexander Paulmüller waren die Chefdirigenten von 1949 bis 1972. Unter Hans Zanotelli, künstlerischer Leiter von 1972 bis 1985, entwickelten sich die Philharmoniker zu einem leistungsfähigen und renommierten Klangkörper.
1976 übernahm die Baden-Württembergische Landeshauptstadt Stuttgart das Orchester in ihre Trägerschaft. Unter Wolf-Dieter Hauschild, Chefdirigent von 1985 bis 1991, gewannen die Stuttgarter Philharmoniker im In- und Ausland hohe Anerkennung. Carlos Kalmar setzte 1991 bis 1995 die Tradition seiner Vorgänger fort. Von 1995 bis 2002 stand Generalmusikdirektor Jörg-Peter Weigle dem Orchester als Chefdirigent vor. Walter Weller, der dem Orchester seit Jahren eng verbunden ist, wurde im Oktober 2003 zum Ehrendirigenten ernannt. Nur wenige Wochen nach seinem letzten Konzert mit den Stuttgarter Philharmonikern verstarb Walter Weller im Juni 2015.

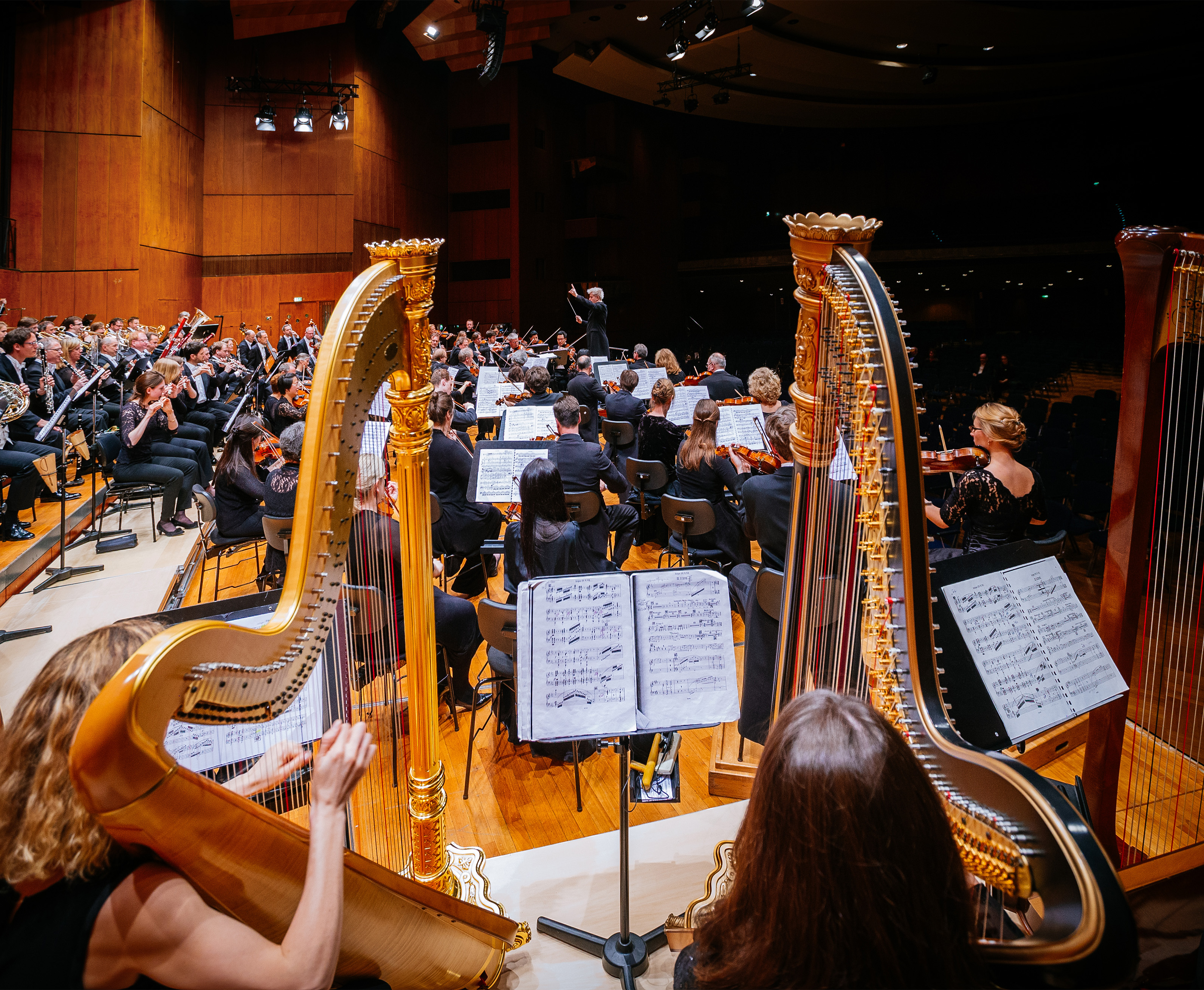
Stuttgarter Philharmoniker mit Chefdirigent Dan Ettinger

Von September 2004 bis 2013 war Gabriel Feltz Chefdirigent der Stuttgarter Philharmoniker und Generalmusikdirektor der Landeshauptstadt Stuttgart. Seine Probenarbeit und die stetige Erweiterung des Repertoires haben maßgeblich zur Entwicklung des Orchesters beigetragen. 2007 erhielten die Stuttgarter Philharmoniker unter seiner Leitung den Prix Rachmaninoff in Würdigung des bis dahin umfangreichsten Aufführungszyklus der Werke Rachmaninows im deutschsprachigen Raum. Im Herbst 2015/2016 folgte ihm Dan Ettinger als Wunschkandidat des Orchesters in dieser Position. Höhepunkt seiner ersten Spielzeit war eine konzertante Aufführung der Oper Turandot von Giacomo Puccini unter seiner Leitung mit internationaler Starbesetzung, dem Tschechischen Philharmonischen Chor Brünn und den Aurelius Sängerknaben. Ettinger verließ das Orchester im Sommer 2024.

### Intendanz
Für Management und Geschäftsführung war ab September 2001 Michael Stille als Intendant verantwortlich. Ab Januar 2017 bildeten Michael Stille als künstlerischer Intendant und Tilman Dost als kaufmännischer Intendant gemeinsam die Doppelspitze des Orchesters. Deren Nachfolgerin war als allein verantwortliche Intendantin von Oktober 2020 bis Ende 2023 Carolin Bauer-Rilling. Mit Jahresbeginn 2024 übernahm Christian Lorenz die Intendanz.

### Räumlichkeiten
Seit 1994 steht den Stuttgarter Philharmonikern mit dem Gustav-Siegle-Haus auch ein eigenes Gebäude zur Verfügung, das als Probenort und Konzerthaus für Kinder- und Jugendkonzerte, Nachmittags- sowie Nachtschwärmerkonzerte dient. Die Abonnementkonzerte des Orchesters finden im Beethoven-Saal der Liederhalle statt.

## Renommee
Neben mehreren Konzertreihen in ihrer Heimatstadt spielen die Stuttgarter Philharmoniker regelmäßig in verschiedenen Städten des südwestdeutschen Raums und geben jedes Jahr Gastspiele im In- und Ausland. Tourneen führten die Stuttgarter Philharmoniker in die USA, nach Japan, Südamerika, in die Volksrepublik China und nach Mexiko. Unter den Reisezielen der letzten Jahre waren Italien (Mailand), Österreich (Salzburg), die Schweiz (Luzern, Zürich) und Belgien (Antwerpen). Seit 2013 sind die Stuttgarter Philharmoniker Festspielorchester der Opernfestspiele in Heidenheim an der Brenz.

## Aufnahmen
Die künstlerische Arbeit des Orchesters ist durch Schallplatten-, Rundfunk- und CD-Aufnahmen dokumentiert. Unter anderem sind erschienen Sergei Rachmaninows Der Fels und Die Toteninsel, Alexander Skrjabins Prométhée sowie die Sinfonien Nr. 1 bis 7 von Gustav Mahler. Außerdem wurde auf DVD veröffentlicht: Maurice Ravel: La Valse, Beschäftigung mit einem Walzer. 2013 erschien die Weltersteinspielung der gesamten Ballettmusik von Ottorino Respighis Belkis – Regina di Saba auf Blu-Ray und DVD. 2019/2020 erschienen auf CD Tschaikowskis Sinfonien Nr. 4 und 5 sowie Rachmaninows Klavierkonzerte Nr. 1 und 2.